# うさやまみやこ
うさ山 みやこ（うさやま みやこ）は、日本の料理研究家、等。静岡県静岡市出身。

## 来歴
- フリーウィル系バンドのローディ達と音楽活動に明け暮れ、メジャーデビューを目指すもメンバーが就職活動を始め挫折。10-FEETのTAKUMAにドラムのツインペダルを現在も借りパクされている。
- 大滝エージェンシーでお笑い芸人としてデビュー後、吉本興業に移るもバイク事故で大怪我をし挫折。
- 漫画家の華麗るうに師事しエロ漫画家を目指すも、華麗るうのやっていたラジオ番組（どんどん土曜日）の出演とライブが重なった結果、ライブを優先してしまい、華麗るうが激怒し挫折。葉月京の仲介により現在は和解。
- よしよし動画ガリちゃんのドコまで言うの!?-ガリちゃんのどーんとやってみよう!内で、究極のラーメンを作るコーナーを担当。番組終了後、企画がごきげん!ブランニュに移行。ガリガリガリクソンとラーメン店、麺屋坂本トップをねらえ！を開店し、レシピを担当するも、従業員が言う事を聞かず閉店し挫折。
- ガリガリガリクソンのゆるキャラガリニエル坊やを企画し、うさ山が中の人として活動するもガリガリガリクソンの逮捕で挫折。ゆるキャラグランプリでは700位と中途半端な結果に終わる。
- 萌えキャラブームに乗っかろうと、ガリニエル坊やを女体化したガリニエルガリ子を制作し、学研プラス主催『萌えキャラグランプリ』2016に出馬するも65位と中途半端な結果に終わり挫折。
- 2015年に絵本作家として活動開始。数々の賞を受賞。
- 趣味で長年続けている食アートとカップ麺アートが話題になり、ORICON NEWSに取り上げられ、あさパラS（読売テレビ）をはじめ、各種メディアに取材される。

## 作品

### 絵本
- アナゴたいそう（鈴木出版）
- こどものくにチューリップ版 2017年9月号（鈴木出版）

### イラスト
- ガリガリガリクソンの本当にあったお～怖っな話100連発（講談社）
- スペシャエリア番組内カット（スペースシャワーTV）
- ガリガリガリクソン、LINEスタンプ。
- 日光ホームLINEスタンプ。

## 過去の出演

### テレビ
- 夕方5時です千客万来（NHK大阪）
- たかじん胸いっぱい（関西テレビ）
- 徳光和夫の情報スピリッツ（テレビ東京）
- しゅんげー!ベスト10（朝日放送テレビ）
- ネタの時間（J:COMチャンネル）
- クイズ大阪No.1決定戦（毎日放送）
- 大阪ほんわかテレビ（読売テレビ）